# Taus Abildgaard
Taus Abildgaard var tv-vært på blandt andet Børne1eren, men lavede også mange andre programmer op gennem 1990'erne. 
Blandt andet programmer for Rådet for større færdselssikkerhed og andre serier for børn.